# Cantón de Ezpeleta
El cantón de Ezpeleta era una división administrativa francesa, situada en el departamento de los Pirineos Atlánticos y la región Aquitania.
Los municipios que componen el cantón son pueblos del Labourd (País Vasco francés).
Cabe destacar que la capital, Ezpeleta, no es el municipio más poblado, que es Cambo-les-Bains.

## Composición
El cantón de Espelette agrupa 7 comunas:
- Ainhoa
- Cambo-les-Bains
- Ezpeleta
- Itxassou
- Louhossoa
- Sara
- Souraïde

## Consejeros generales
| Fecha de elección                          | Identidad         | Partido | Calidad                    |
| ------------------------------------------ | ----------------- | ------- | -------------------------- |
| 1964                                       | Michel Labéguerie |         | diputado                   |
| 1970                                       | Michel Labéguerie |         |                            |
| 1976                                       | Michel Labéguerie |         | senador                    |
| 1980                                       | Louis Genin       |         | alcalde de Souraïde        |
| 1982                                       | Louis Genin       |         | alcalde de Souraïde        |
| 1988                                       | Louis Genin       |         | alcalde de Souraïde        |
| 1994                                       | Louis Genin       |         | alcalde de Souraïde        |
| 2001                                       | Vincent Bru       | UDF     | alcalde de Cambo-les-Bains |
| No se conocen los datos anteriores a 1964. |                   |         |                            |

## Supresión del cantón de Espeleta
En aplicación del Decreto n.º 2014-248 de 25 de febrero de 2014 el cantón de Espeleta fue suprimido el 22 de marzo de 2015 y sus siete comunas pasaron a formar parte, cinco del nuevo cantón de Baïgura y Mondarrain y dos del nuevo cantón de Ustaritz-Valles de Nive y Nivelle.